# Kazimierz Karabasz

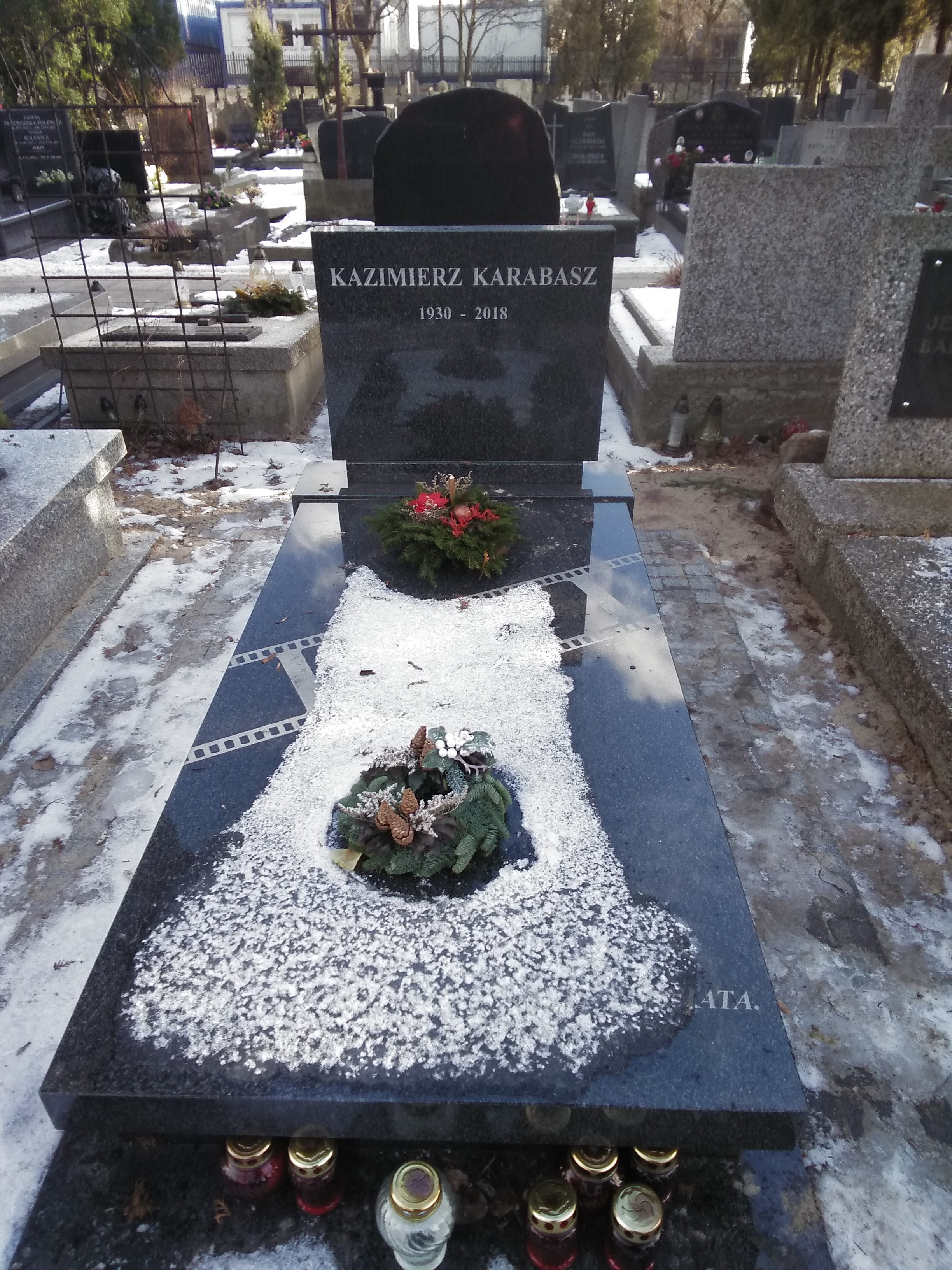
Grób Kazimierza Karabasza na Cmentarzu Wojskowym na Powązkach

Kazimierz Mieczysław Karabasz (ur. 6 maja 1930 w Bydgoszczy, zm. 11 sierpnia 2018 w Warszawie) – polski reżyser filmów dokumentalnych i teoretyk tej dziedziny sztuki, współtwórca tzw. polskiej szkoły dokumentu, profesor zwyczajny sztuk filmowych o specjalności reżyseria filmowa, reżyseria teatralna, reżyseria telewizyjna. Wykładowca Państwowej Wyższej Szkoły Filmowej, Telewizyjnej i Teatralnej im. Leona Schillera w Łodzi.

## Życiorys
Dzieciństwo spędził w Bydgoszczy, gdzie do 1948 zamieszkiwał dom przy ul. Babia Wieś i gdzie zdał maturę. W 1955 ukończył studia na Wydziale Reżyserii Państwowej Wyższej Szkoły Filmowej w Łodzi (dyplom uzyskał w 1959). W 1982 otrzymał tytuł profesora nadzwyczajnego, a w 1992 zwyczajnego sztuki filmowej. W latach 1982–1987 wykładowca, profesor i dziekan Wydziału Reżyserii, a od 2000 kierownik Zakładu Filmu Dokumentalnego PWSFTviT. Członek Polskiej Akademii Filmowej.
Zasłynął przede wszystkim filmami z tzw. czarnej serii. Jest także znany jako twórca estetycznej doktryny tworzenia filmów dokumentalnych, określanej jako szkoła Karabasza. Wyznawca i propagator idei „moralności kamery”. Jego najsłynniejsze filmy to Muzykanci (Grand Prix MFFDiA w Lipsku 1960, Złoty Lew MFFKiD Wenecja 1960, Złoty Smok MFFK Kraków 1961, nagroda główna MFFK Oberhausen 1961, Golden Gate Award MFF San Francisco 1961), Rok Franka W. (Złoty Lajkonik OFFK Kraków 1968, nagroda MFFK Oberhausen 1969), Spotkania. W 1969 roku otrzymał nagrodę Ministerstwa Kultury i Sztuki II stopnia.
Kazimierz Karabasz jest bohaterem filmu dokumentalnego z 2004 wyreżyserowanym przez Andrzeja Sapiję W poszukiwaniu zwykłego człowieka, czyli obserwacje z planu dokumentalisty. W maju 2010 odsłonięto jego gwiazdę w łódzkiej Alei Gwiazd na ulicy Piotrkowskiej. W 2014 otrzymał Polską Nagrodę Filmową za całokształt twórczości.
Był mężem montażystki filmowej Lidii Zonn, z którą współpracował przy prawie wszystkich realizacjach.
Zmarł 11 sierpnia 2018 w Warszawie. Został pochowany na cmentarzu Wojskowym na Powązkach (kwatera G-0-6).

## Filmografia (wybór)
- Jak co dzień (1955)
- Gdzie diabeł mówi dobranoc (1956)
- Z Powiśla (1958)
- Dzień bez słońca (1959)
- Ludzie w drodze (1960)
- Muzykanci (1960)
- Pierwszy krok (1962)
- Rok Franka W. (1967)
- Sobota (1969)
- Sierpień – zapis kronikalny (1971)
- Krystyna M. (1973)
- Pryzmat (1975)
- We dwoje (1977)
- Wędrujący cień (1979)
- Próba materii (1981)
- Cień już niedaleko (1984)
- Widok z huty (1990)
- Okruchy (1994)
- Portret w kropli (1997)
- Czas podwójny (2001)
- Spotkania (2004)
- Co w bagażu? (2008)

Źródło.

## Książki
- Cierpliwe oko (1977)
- Bez fikcji (1985)
- Odczytać czas (1999)
- Rozmowa o dokumencie (2000)

Źródło.

## Ordery i odznaczenia
- Krzyż Komandorski Orderu Odrodzenia Polski (5 października 1998)[11]
- Krzyż Oficerski Orderu Odrodzenia Polski (1975)[12]
- Złoty Medal „Zasłużony Kulturze – Gloria Artis” (28 kwietnia 2008)[13]